# Campoplex sticticus
Campoplex sticticus är en stekelart som beskrevs av Gupta och Maheshwary 1977. Campoplex sticticus ingår i släktet Campoplex och familjen brokparasitsteklar. Inga underarter finns listade.